# Gouvernement Zida
Burkina Faso
Tiao Thiéba
Le gouvernement Zida aussi appelé gouvernement de transition est le gouvernement du Burkina Faso à la suite de la révolution populaire ayant chassé le président Blaise Compaoré. Le président de la transition Michel Kafando a nommé le lieutenant-colonel Isaac Zida Premier ministre le 19 novembre 2014 et celui-ci forme son gouvernement le 23 novembre 2014. Le gouvernement est composé de 26 ministres.

## Composition
- Premier ministre : général de division Isaac Zida

### Ministres
- Ministre de l’Administration territoriale, de la Décentralisation et de la Sécurité :
  - colonel Auguste Denise Barry (jusqu'au 19 juillet 2015)
  - Michel Kafando
- Ministre des Affaires étrangères et de la Coopération régionale :
  - Michel Kafando (jusqu'au 16 juillet 2015)
  - Moussa Nébié
- Ministre de la Défense nationale et des Anciens combattants :
  - général de division Isaac Zida (jusqu'au 16 juillet 2015)
  - Michel Kafando
- Ministre de l’Économie et des Finances : Jean Sanon
- Ministre de la Justice, des Droits humains et de la Promotion civique, Garde des sceaux : Joséphine Ouédraogo
- Ministre des Mines et de l’Énergie : colonel Boubacar Ba
- Ministre de l’Agriculture, des Ressources hydrauliques, de l’Assainissement et de la Sécurité alimentaire : François Lompo
- Ministre de l’Industrie, du Commerce et de l’Artisanat : Hippolyte Dah
- Ministre de la Communication, chargé des Relations avec le Conseil national de la transition, Porte-parole du gouvernement : T. Frédéric A.K. Nikiema
- Ministre de la Culture et du Tourisme : Adama Sagnon
- Ministre des Infrastructures, du Désenclavement et des Transports : Moumouni Guiguemde
- Ministre de la Santé : Amédée Prosper Djiguimde
- Ministre de l’Habitat et de l’Urbanisme : René Bagoro
- Ministre des Enseignements secondaire et Supérieur : Filiga Michel Sawadogo
- Ministre de l’Éducation nationale et de l’Alphabétisation : Samadou Coulibaly
- Ministre d la Fonction publique, du Travail et de la Sécurité sociale : Augustin Loada
- Ministre de la Recherche scientifique et de l’Innovation : Jean Noël Pooda
- Ministre de l’Environnement et des Ressources halieutiques : Saïdou Maiga
- Ministre de la Jeunesse, de la Formation professionnelle et de l’Emploi : Salifou Dembele
- Ministre des Ressources animales : Jean-Paul Rouamba
- Ministre du Développement de l’Économie numérique et des Postes : Nébila Amadou Yaro
- Ministre des Sports et Loisirs : colonel David Kabré
- Ministre de l’Action sociale et de la Solidarité nationale : Nicole Angeline Zan Yelemou
- Ministre de la Promotion de la femme et du Genre : Bibiane Ouédraogo Boni
- Ministre délégué auprès du ministre des Affaires étrangères et de la Coopération régionale, chargé de la Coopération régionale : Bédializoun Moussa Nebié
- Ministre déléguée auprès du ministre de l'Économie et des Finances, chargée du Budget : Amina Bambara-Billa

## Sources
- « Burkina : les 26 ministres du gouvernement intérimaire », AFP.com,‎ 23 novembre 2014 (lire en ligne)
- Abdou Zouré, « Burkina : Voici le gouvernement de transition », Burkina 24,‎ 23 novembre 2014 (lire en ligne)